# Forêt nationale de Cibola
La forêt nationale de Cibola – ou Cibola National Forest en anglais – est une aire protégée américaine au Nouveau-Mexique. Créée le 3 décembre 1931, cette forêt nationale protège 6 612 km2.